# 石井宿
石井宿（いしいじゅく）は、武蔵国入間郡石井村、川越児玉往還（川越道）にあった宿場。現在の埼玉県坂戸市大字石井の石井下宿から石井上宿交差点周辺が該当する。
隣の塚越宿と距離が近いことから宿場を交代で勤めた。
高札場は、村の中程と北の2か所にあった。村の西側、小名元宿を通る道は、古鎌倉街道であり、こちらも古い宿駅の跡と云う。

## 最寄り駅
- 東武鉄道東上本線 若葉駅
  - 東武バスウエスト「八幡団地」ゆき「住吉神社」バス停下車。

## 史跡・みどころ
- 宗福寺
  - 石井宗福寺の板石塔婆。坂戸市指定文化財[3]。
- 勝呂廃寺 - 飛鳥時代の寺院跡。埼玉県選定重要遺跡。[4][5]

## 隣の宿
川越児玉往還
塚越宿 - 石井宿 - 高坂宿